# JB Marks Local Municipality
JB Marks Local Municipality alias JB Marks Plaaslike Munisipaliteit werd na augustus 2016 als gemeente samengesteld uit de voormalige gemeenten Tlokwe (met als grootste plaats Potchefstroom) en Ventersdorp. De gemeente ligt in de Zuid-Afrikaanse provincie Noordwest. De gemeente werd genoemd naar John Beaver Marks (1903-1972), een Zuid-Afrikaanse politicus, vakbondsleider en anti-apartheidsactivist, die in Ventersdorp werd geboren.